# Simone Padoin
Simone Padoin (Gemona del Friuli, 18 de março de 1984) é um ex-futebolista italiano que atuava como meia.

## Carreira

### Atalanta

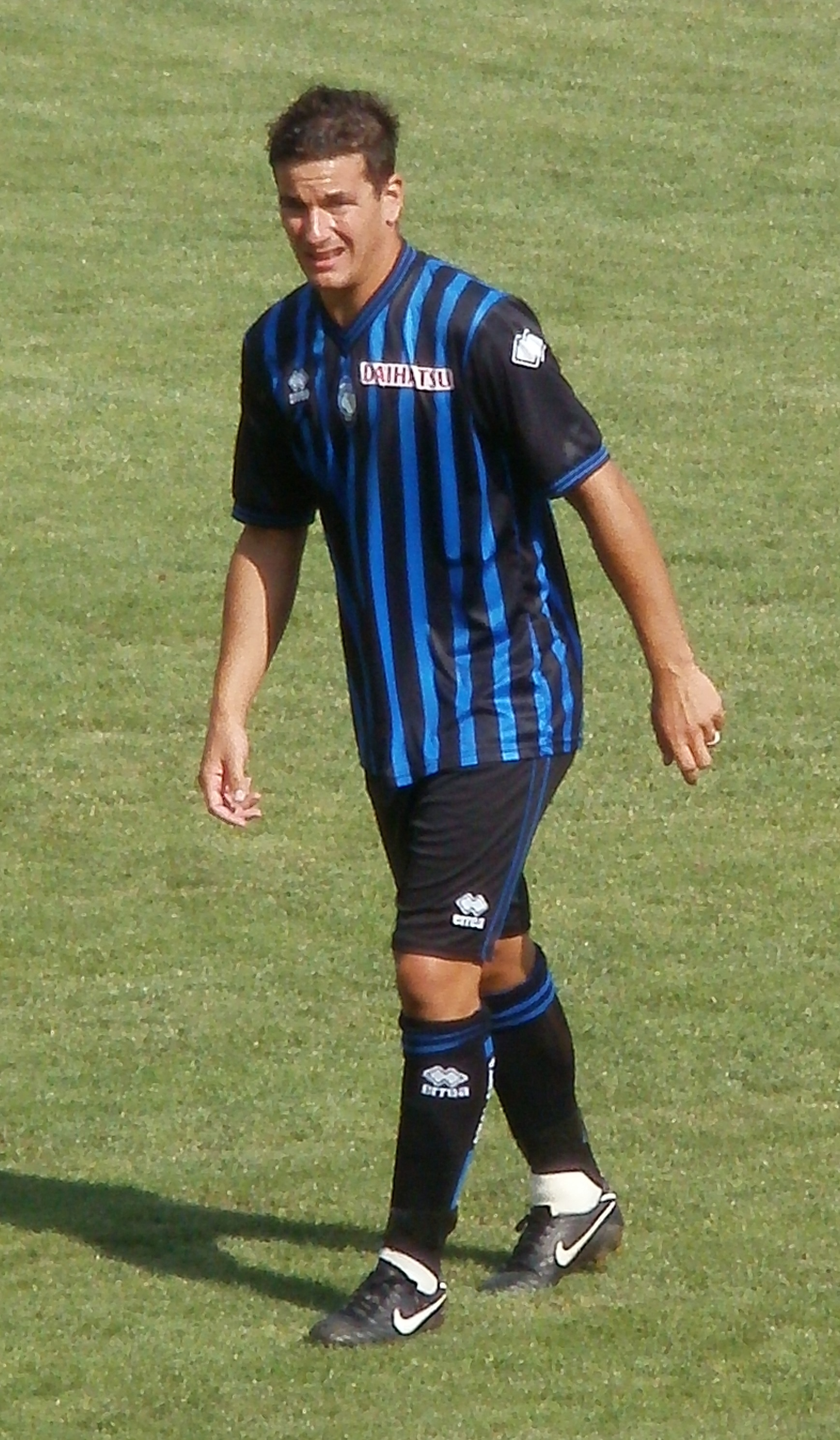
Padoin no Atalanta em 2010.

Um produto da Atalanta da academia juventude proveitosa, Simone juntou Vicenza de Atalanta em um acordo de co-propriedade (trocado com Davide Brivio ), que tornou-se propriedade integral um ano mais tarde.
No início da temporada 2007-08, ele retornou à Atalanta quando o clube comprou de volta os seus plenos direitos de reprodução de Vicenza. Ele acrescentou mais três anos de seu contrato, em maio de 2009, que teve seu contrato para junho de 2013.

### Juventus
Após o fim da Serie A 2009-10 temporada, ele foi emprestado pela Juventus para a sua turnê pelos EUA, juntamente com outros 3 jogadores. Ele jogou alguns jogos para a Juventus, em sua turnê de pré-temporada e depois voltou a Atalanta para seu trabalho de pré época própria.
Na terça-feira 31 de janeiro de 2012 ele se mudou permanentemente para a Juventus por uma taxa de 5 milhões de euros. No sábado em 17 de março de 2012, ele marcou seu primeiro gol com a Juventus, em jogo fora contra o Fiorentina, que terminou 5-0, ele marcou o 5ª gol da Juventus.

### Cagliari
No inicio da temporada europeia de 2016, se transferiu para o Cagliari Calcio.

## Títulos
Atalanta
- Serie B: 2010–11

Juventus
- Serie A: 2011–12, 2012–13, 2013–14, 2014–15, 2015–16
- Supercopa da Itália: 2012, 2013, 2015
- Coppa Italia: 2014–15, 2015–16

Seleção Italiana
- Eurocopa Sub-19: 2003